# SG-V-2512
La SG-V-2512 es una carretera local de la provincia de Segovia (España). Es el primer tramo del itinerario Nº88 «Arcones a Puebla de Pedraza y Acceso a Arahuetes» de la Red Provincial de Carreteras de la Diputación de Segovia.
Su trazado desde Colladillo, coincide con el antiguo Camino de Pedraza a Castillejo donde a partir de Rades de Abajo se solapa al Camino de Pedraza a Prádena. Más adelante, comparte el último tramo de 2,2 kilómetros entre Pedraza y La Velilla con la SG-V-2511 entre el punto kilométrico 6,800 y el 9,700.

## Localidades que atraviesa
Arcones, Arconcillos, Colladillo, Rades de Abajo, Pedraza y La Velilla.

## Mejoras

### Ensanchamiento y mejora del pavimento
En el año 1992 se ensanchó el tramo entre Pedraza y La Velilla. En 1993 se mejoró el pavimento del mismo tramo.

### Refuerzo de firme
En 2020 se volvió a intervenir en el tramo entre Pedraza y La Velilla para mejorar el firme de la carretera. Esta obra se encuentra recogida en el Plan Provincial de Carreteras 2020 y se efectuó entre agosto y noviembre de 2020.
La intervención consistió en la limpieza de arcenes, barrido del firme, fresado de 5 cm de profundidad en las zonas agrietadas junto con la puesta de nuevo pavimento y una capa adherente de mezcla bituminosa. Además se recrecieron los arcenes con zahorra artificial y se pintaron de nuevo las marcas viales.

## Recorrido
| Arcones ( N-110 ) - La Velilla ( SG-V-2322 ) | Arcones ( N-110 ) - La Velilla ( SG-V-2322 ) | Arcones ( N-110 ) - La Velilla ( SG-V-2322 ) | Arcones ( N-110 ) - La Velilla ( SG-V-2322 ) | Arcones ( N-110 ) - La Velilla ( SG-V-2322 ) |
| Velocidad                                    | Esquema                                      | Nombre de salida                             | Carretera que enlaza                         | Notas                                        |
| -------------------------------------------- | -------------------------------------------- | -------------------------------------------- | -------------------------------------------- | -------------------------------------------- |
|                                              |                                              | Prádena - Soria Collado Hermoso - Segovia    | N-110                                        |                                              |
|                                              |                                              |                                              |                                              |                                              |
|                                              |                                              | Calle del Corpus                             |                                              |                                              |
|                                              |                                              | Calle del Corpus                             |                                              |                                              |
|                                              |                                              |                                              |                                              |                                              |
|                                              |                                              | Calle de Castillejo                          |                                              |                                              |
|                                              |                                              | Calle de las Aleguillas                      |                                              |                                              |
|                                              | La Matilla                                   | SG-V-2515                                    |                                              |                                              |
|                                              |                                              | Calle de la Iglesia                          |                                              |                                              |
|                                              |                                              |                                              |                                              |                                              |
|                                              |                                              | Vía agrícola                                 |                                              |                                              |
|                                              | ARCONES                                      |                                              |                                              |                                              |
|                                              |                                              | Arroyo de la Calzada                         |                                              |                                              |
|                                              |                                              | ARCONCILLOS                                  |                                              |                                              |
|                                              |                                              |                                              |                                              |                                              |
|                                              |                                              | Calle de la Fuente                           |                                              |                                              |
|                                              |                                              | Calle Real                                   |                                              |                                              |
|                                              |                                              |                                              |                                              |                                              |
|                                              |                                              | Camino del Cardoso                           |                                              |                                              |
|                                              |                                              | ARCONCILLOS                                  |                                              |                                              |
|                                              |                                              | Camino                                       |                                              |                                              |
|                                              |                                              | Calle de la Fuente                           |                                              |                                              |
|                                              | Arcones Colladillo                           | Calle de Pedraza                             |                                              |                                              |
|                                              |                                              | Calle de Pedraza Camino                      |                                              |                                              |
|                                              |                                              | Camino                                       |                                              |                                              |
|                                              |                                              | Camino                                       |                                              |                                              |
|                                              |                                              | Camino                                       |                                              |                                              |
|                                              |                                              | Camino                                       |                                              |                                              |
|                                              |                                              | Travesía de la Iglesia                       |                                              |                                              |
|                                              |                                              | RADES DE ABAJO                               |                                              |                                              |
|                                              |                                              |                                              |                                              |                                              |
|                                              |                                              | Travesía de la Iglesia                       |                                              |                                              |
|                                              |                                              | Calle de la Iglesia Camino de los Villares   |                                              |                                              |
|                                              |                                              |                                              |                                              |                                              |
|                                              |                                              | RADES DE ABAJO                               |                                              |                                              |
|                                              |                                              | Camino                                       |                                              |                                              |
|                                              |                                              | Calle de Pedraza Camino                      |                                              |                                              |
|                                              |                                              | Camino                                       |                                              |                                              |
|                                              |                                              | Camino                                       |                                              |                                              |
|                                              |                                              | Camino                                       |                                              |                                              |
|                                              |                                              | N-110 Matabuena                              | SG-V-2511                                    |                                              |
|                                              |                                              |                                              | Camino                                       |                                              |
|                                              |                                              | Camino                                       |                                              |                                              |
|                                              |                                              | N-110 Ptº. de Navafría                       | SG-V-2316                                    |                                              |
|                                              | Pedraza                                      | Calle Real                                   | [ nota 1 ]                                   |                                              |
|                                              | Casa del Águila Imperial                     | Camino                                       |                                              |                                              |
|                                              |                                              | Arroyo del Encinarejo                        |                                              |                                              |
|                                              |                                              | Camino                                       |                                              |                                              |
|                                              |                                              |                                              | Calle del Cerro                              |                                              |
|                                              | LA VELILLA                                   |                                              |                                              |                                              |
|                                              |                                              | Segovia N-110 Sepúlveda                      | SG-P-2322                                    |                                              |